# The Exorcist (soundtrack)
The Exorcist is de originele soundtrack, gecomponeerd door verschillende componisten voor de film The Exorcist uit 1973 van William Friedkin. Het album werd uitgebracht in 1974 door Warner Bros. Records.
De partituur werd uitgevoerd door het National Philharmonic Orchestra onder leiding van Leonard Slatkin. Regisseur William Friedkin vertrouwde de muziek van de film aanvankelijk toe aan componist Lalo Schifrin, die zelfs zijn partituur opnam. Maar omdat hij niet tevreden was met de resultaten tijdens de opnamesessies, verwierp Friedkin al het werk van Schifrin en wendde hij zich tot reeds bestaande muziek.
Als hoofdthema koos Friedkin een fragment uit het album Tubular Bells van Mike Oldfield, waarvan het gebruik in deze film een boost zal geven aan de carrière van Oldfield en aan het piepjonge Virgin-label, opgericht door Richard Branson. Dit koude en beklijvende thema heeft een zekere invloed gehad op de filmmuziek van dit genre, met name op de muziek die John Carpenter componeerde voor veel van zijn eigen producties.
In 1998 verscheen een geremasterd 25e jubileumeditie, inclusief de ongebruikte partituur van Lalo Schifrin, maar zonder de muziek van Mike Oldfield en George Crumb van het originele album.

## Tracklijst
| 1.                 | Iraq                                                               | Jack Nitzsche, Krzysztof Penderecki | 1:55  |
| 2.                 | Georgetown / Tubular Bells                                         | Mike Oldfield                       | 5:21  |
| 3.                 | Five Pieces For Orchestra, Op.10 (Sehr Langsam Und Äusserst Ruhig) | Anton Webern                        | 1:15  |
| 4.                 | Polymorphia                                                        | Krzysztof Penderecki                | 11:43 |
| 5.                 | String Quartet (1960)                                              | Krzysztof Penderecki                | 7:10  |
| 6.                 | Windharp                                                           | Harry Bee                           | 2:41  |
| 7.                 | Night Of The Electric Insects                                      | George Crumb                        | 1:33  |
| 8.                 | Kanon For Orchestra And Tape                                       | Krzysztof Penderecki                | 9:49  |
| 9.                 | Tubular Bells                                                      | Mike Oldfield                       | 0:28  |
| 10.                | Fantasia For Strings                                               | Hans Werner Henze                   | 2:10  |
| Totale duur: 44:28 |                                                                    |                                     |       |

| Nr. | Titel                                          | Componist(en)                       | Duur  |
| --- | ---------------------------------------------- | ----------------------------------- | ----- |
| 1.  | Iraq                                           | Jack Nitzsche, Krzysztof Penderecki | 1:56  |
| 2.  | Five Pieces For Orchestra                      | Anton Webern                        | 1:12  |
| 3.  | Polymorphia                                    | Krzysztof Penderecki                | 11:50 |
| 4.  | String Quartet No. 1                           | Krzysztof Penderecki                | 7:14  |
| 5.  | Beginnings From "The Wind Harp"                | Harry Bee                           | 2:42  |
| 6.  | Kanon For Orchestra And Tape                   | Krzysztof Penderecki                | 9:52  |
| 7.  | Fantasia For Strings                           | Hans Werner Henze                   | 2:21  |
| 8.  | Music From The Unused Trailer                  | Lalo Schifrin                       | 1:10  |
| 9.  | Suite From The Unused Score To 'The Exorcist'  | Lalo Schifrin                       | 11:11 |
| 10. | Rock Ballad (Unused Theme From 'The Exorcist') | Lalo Schifrin                       | 1:53  |

## Hitnoteringen

### NPO Klassiek Filmmuziek Top 200
| Als The Exorcist (Tubular Bells) in de NPO Klassiek Filmmuziek Top 200 | Als The Exorcist (Tubular Bells) in de NPO Klassiek Filmmuziek Top 200 | Als The Exorcist (Tubular Bells) in de NPO Klassiek Filmmuziek Top 200 | Als The Exorcist (Tubular Bells) in de NPO Klassiek Filmmuziek Top 200 | Als The Exorcist (Tubular Bells) in de NPO Klassiek Filmmuziek Top 200 | Als The Exorcist (Tubular Bells) in de NPO Klassiek Filmmuziek Top 200 | Als The Exorcist (Tubular Bells) in de NPO Klassiek Filmmuziek Top 200 | Als The Exorcist (Tubular Bells) in de NPO Klassiek Filmmuziek Top 200 |
| Jaar                                                                   | 2019                                                                   | 2020                                                                   | 2021                                                                   | 2022                                                                   | 2023                                                                   | 2024                                                                   | 2025                                                                   |
| ---------------------------------------------------------------------- | ---------------------------------------------------------------------- | ---------------------------------------------------------------------- | ---------------------------------------------------------------------- | ---------------------------------------------------------------------- | ---------------------------------------------------------------------- | ---------------------------------------------------------------------- | ---------------------------------------------------------------------- |
| Positie                                                                | 31                                                                     | 34                                                                     | 25                                                                     | 28                                                                     | 29                                                                     | 32                                                                     | 44                                                                     |